# Holzspan

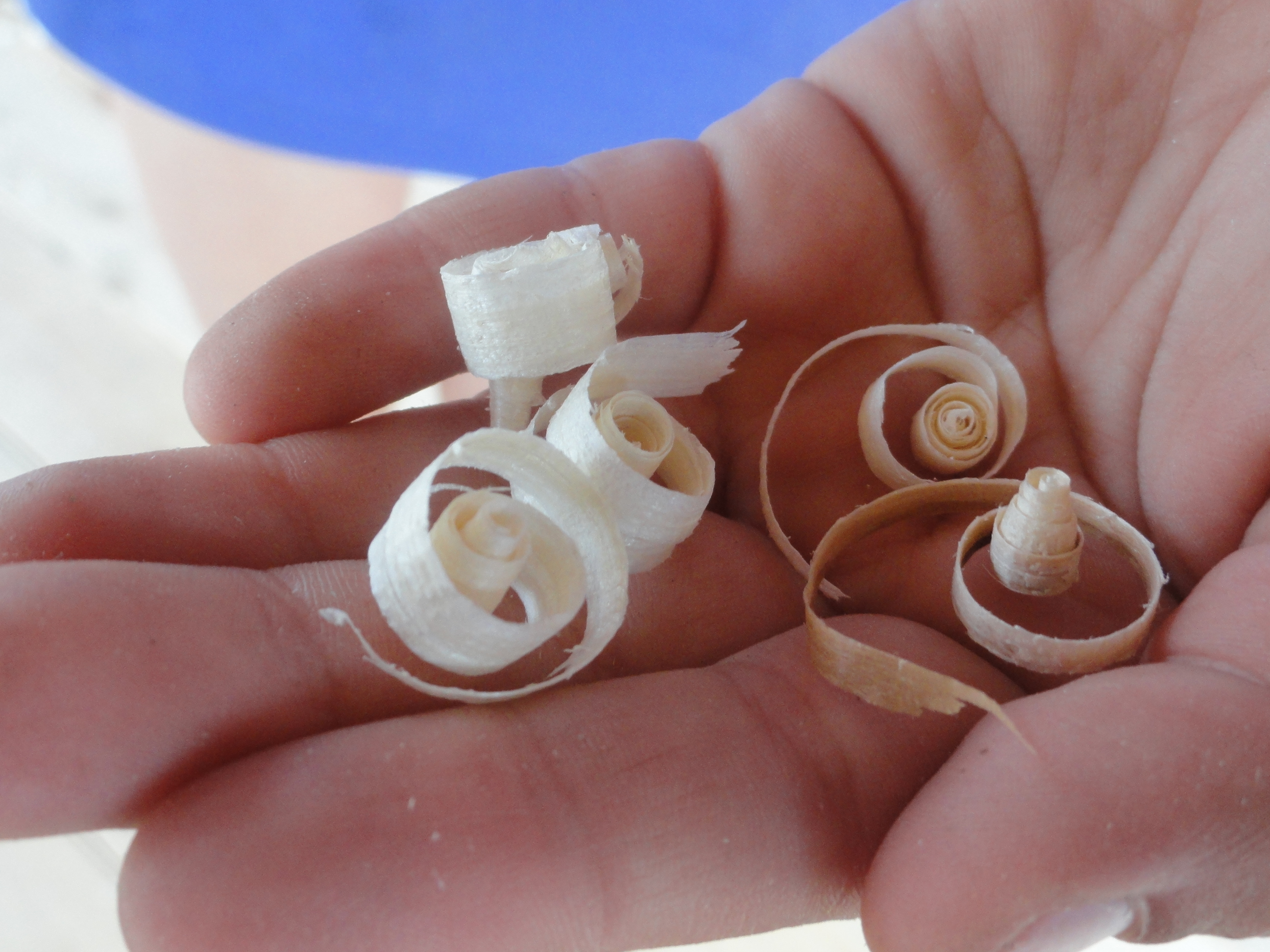
Hobelspäne

Holzspäne (oder „Sägescharten“ [Sogschoartn] in Österreich) sind Späne aus Holz. Sie sind ein Neben- bzw. Abfallprodukt bei der spanenden Bearbeitung von Holz in Sägewerken und in anderen Bereichen der holzverarbeitenden Industrie sowie im Heimbereich. Holzspäne werden üblicherweise beim Sägen als Sägespäne und beim Hobeln als Hobelspäne bezeichnet.
Beim Sägen fällt außerdem Sägemehl an. In der Fachsprache wird dieses feine Holzmehl nicht zu den Holzspänen gezählt. Allgemeinsprachlich wird „Sägemehl“ auch als Bezeichnung für die beim Sägen entstehende Mischung aus Sägespänen und Sägemehl verwendet. Beim Sägen mit einer Kettensäge sind vor allem Späne in diesem „Sägemehl“ enthalten, beim Sägen mit einer Laubsäge nahezu keine.
Holzspäne werden vor allem zu Spanplatten verarbeitet, lose oder als Platten bei der Wärmedämmung eingesetzt oder als Energieträger verfeuert. Durch weitere Zerkleinerung kann aus ihnen Holzmehl gewonnen werden. Die Nutzungsmöglichkeiten von Holzspänen und Holzmehl sind teilweise dieselben, zum Beispiel bei der Produktion von Holzpellets.
Speziell angefertigte, besonders lange, flexible und splitterarme Späne werden auch als Holzwolle bezeichnet.

## Beschreibung

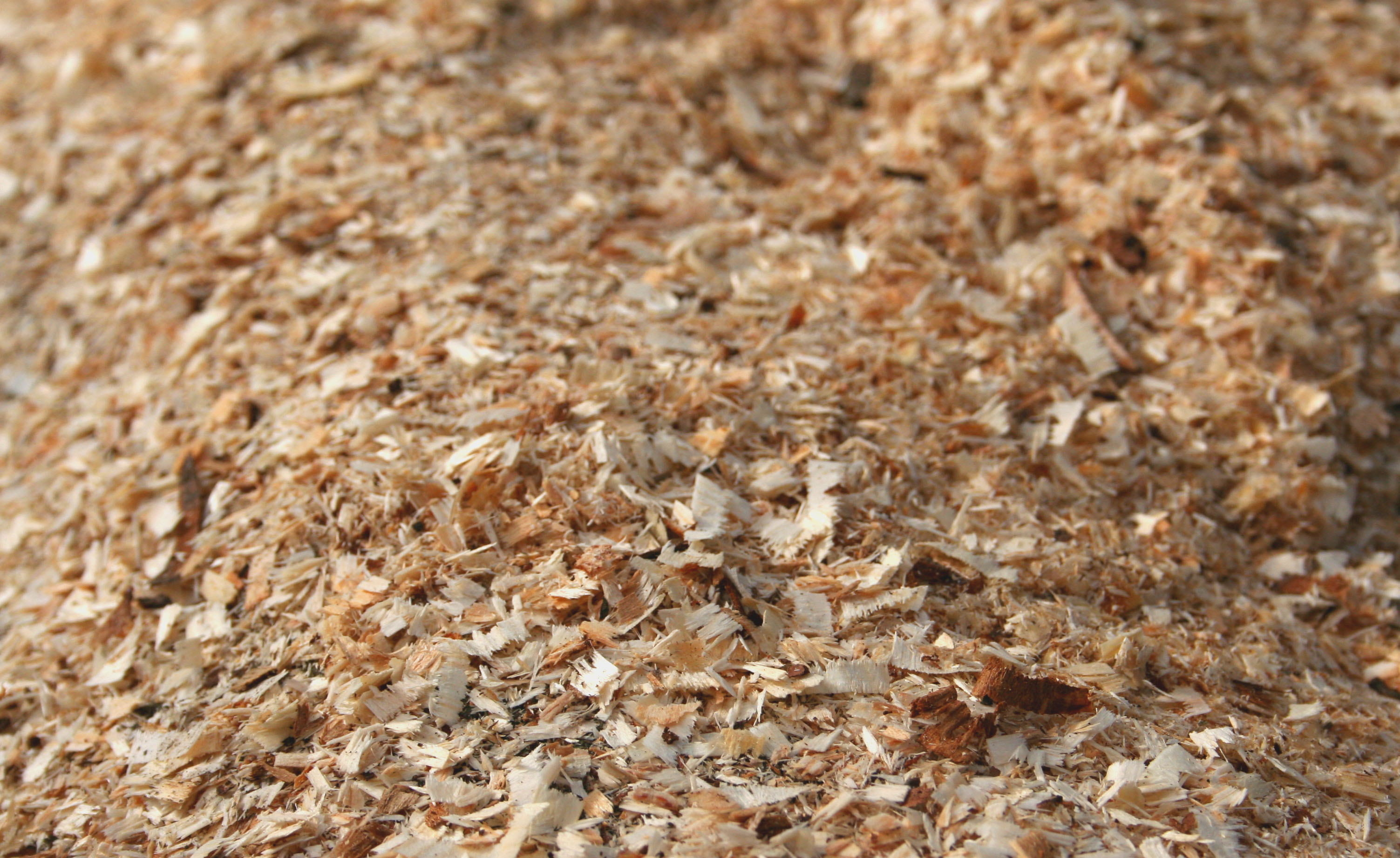
Hobelspäne

Die Größen und Formen von Holzspänen sind vielfältig. Hobelspäne können lange Holzstreifen sein, die sich beim Abhobeln einrollen (siehe oberes Bild), aber auch kürzere oder sehr schmale Streifen. Außerdem gibt es spitze und stückige Formen (zum Beispiel stiftförmig oder als Holzflocken). Sägespäne sind wesentlich kleiner als Hobelspäne. Die Grenze zwischen Sägespänen und Sägemehl ist nicht genau bestimmbar.
Unabhängig von der Größe der Stücke können Rindenanteile enthalten sein oder die Späne sind aus rindenlosem Holz erzeugt.
Bei der Schnittholzproduktion liegt der Sägeholzanfall bei rund 60 % des Hauptprodukts Schnittholz. In Deutschland fällt gut ein Drittel des jährlichen Aufkommens von Sägenebenprodukten von ca. 17,0 Mio. Festmeter als Sägespäne und Sägemehl an, mehr als die Hälfte sind Hackschnitzel und der Rest sind Schwarten und Splitter.

## Nutzung

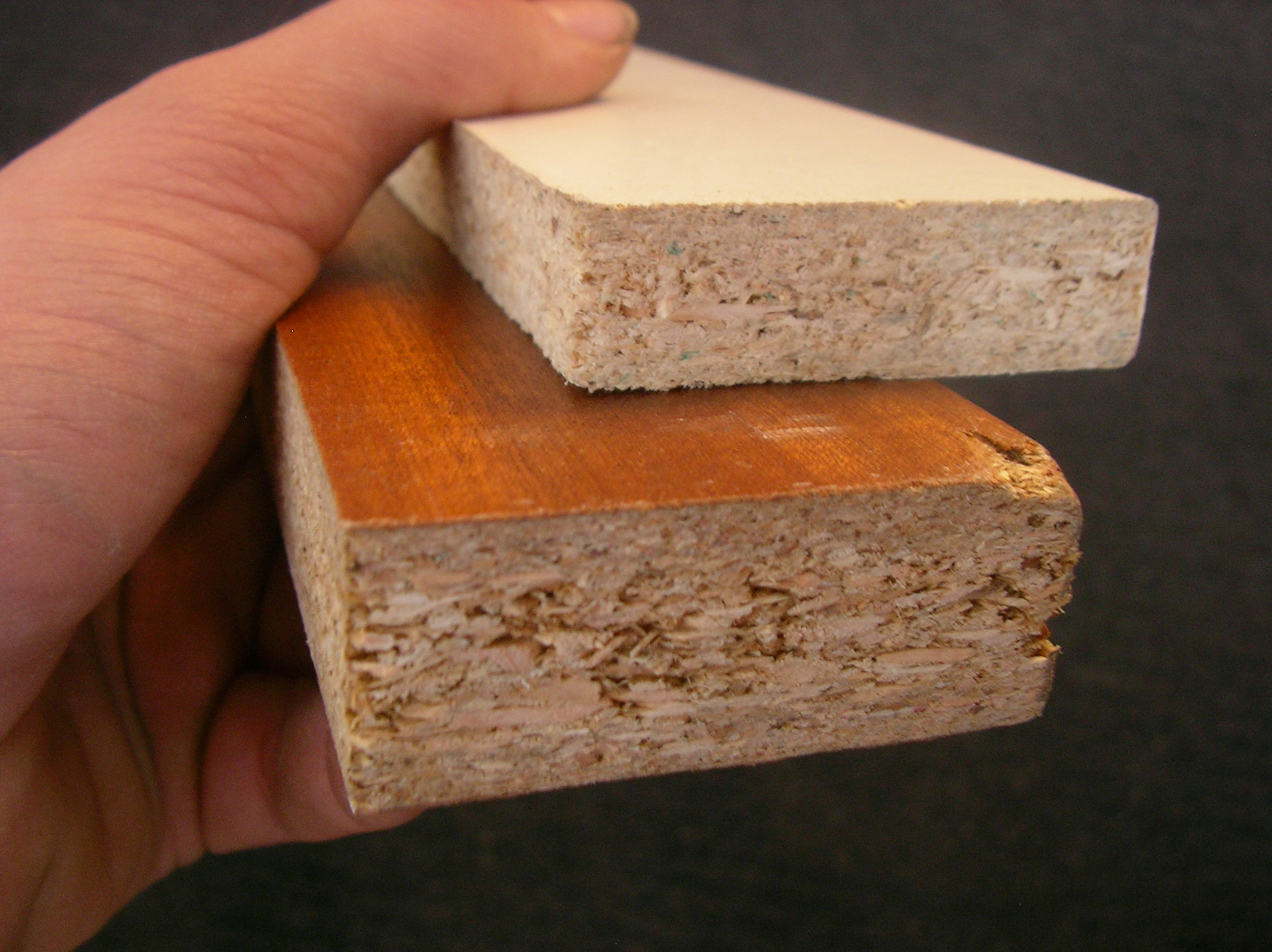
Holzwerkstoffe: Spanplatten

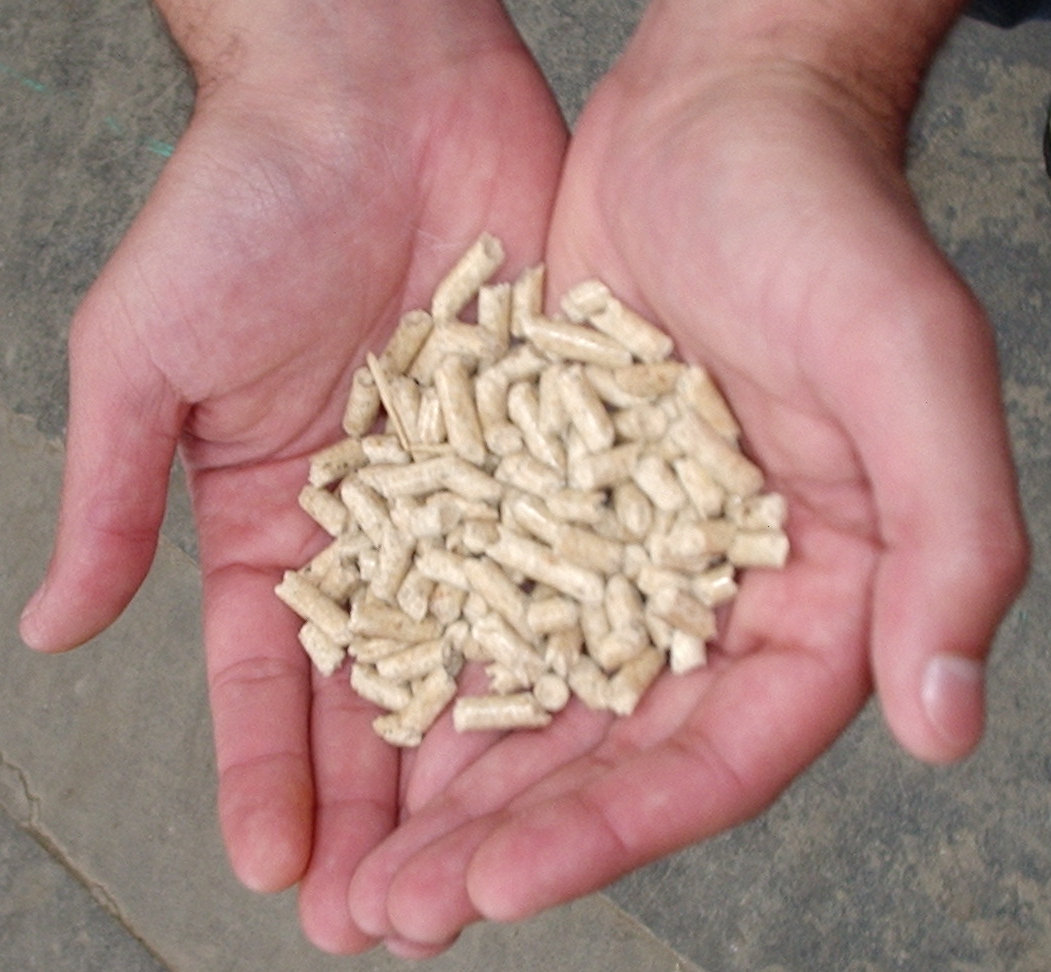
Holzpellets

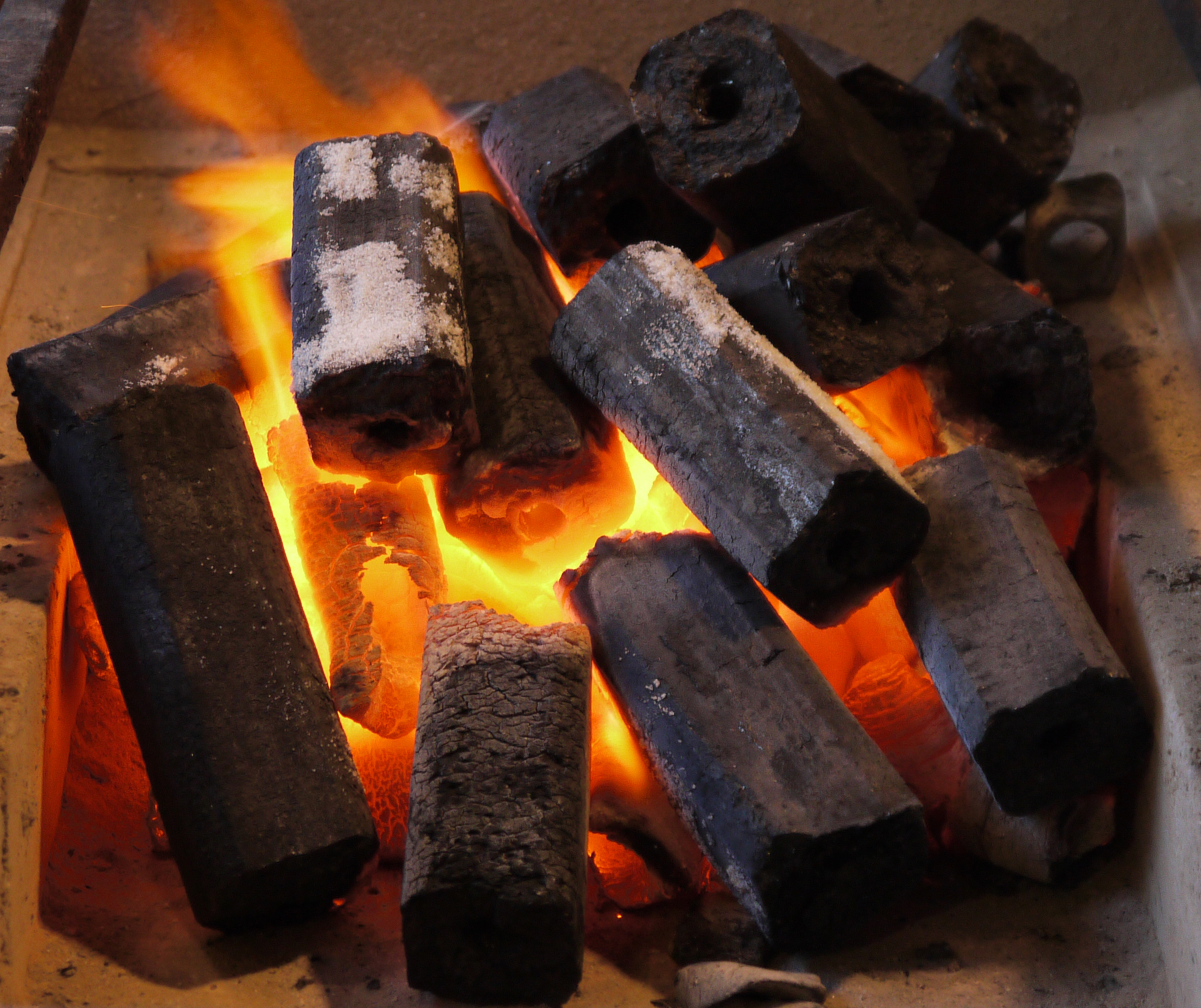
Ogatan, japanische Kohlenbriketts aus Holzmehl

Die in Deutschland anfallenden Mengen an Holzspänen werden praktisch komplett genutzt. Holzspäne sind wesentlicher Bestandteil von Spanplatten.
Für die Wärmedämmung werden Holzspäne aus Fichten- und Tannenholz zu verschiedenen Naturdämmstoffen verarbeitet: Lose Holzspäne und daraus produzierte Holzfasern werden als Einblas- oder Schüttdämmung verwendet, zu Plattenware verarbeitet kommen Holzfasern als Holzwolle-Leichtbauplatte und Holzfaserdämmplatte auf den Markt.
Holzspäne werden zum größten Teil energetisch als Brennstoff genutzt, obwohl die Verarbeitung zu einem Holzwerkstoff eine größere Wertschöpfung bedeutet. Der Bedarf an Holzpellets und Holzbriketts nimmt zu und erhöht damit die Nachfrage nach dem Rohstoff Holz.
Die Holzschliff- und Zellstoffindustrie verarbeitet vergleichsweise geringe Mengen der Industrieresthölzer, zur Herstellung des Zellstoffs beziehungsweise Holzschliffs wird das verwendete Holz jedoch ebenfalls zerspant und dann weiterverarbeitet.
Eine direkte Verwendung finden Hobelspäne und Sägespäne zudem als Tiereinstreu.
Produkte des Kunsthandwerks sind der Spanbaum und der Spankorb. Der als Fidibus bekannte Holzspan von der Dicke eines Streichholzes findet bei der so genannten Glimmspanprobe Verwendung. Im 19. Jahrhundert gab es Fidibusse, die aus einem langen, helixförmigen, spitz zulaufenden Holzspan bestanden. Sie wurden verwendet, um eine Flamme im Haushalt zu transportieren und auf Fidibushobeln hergestellt.

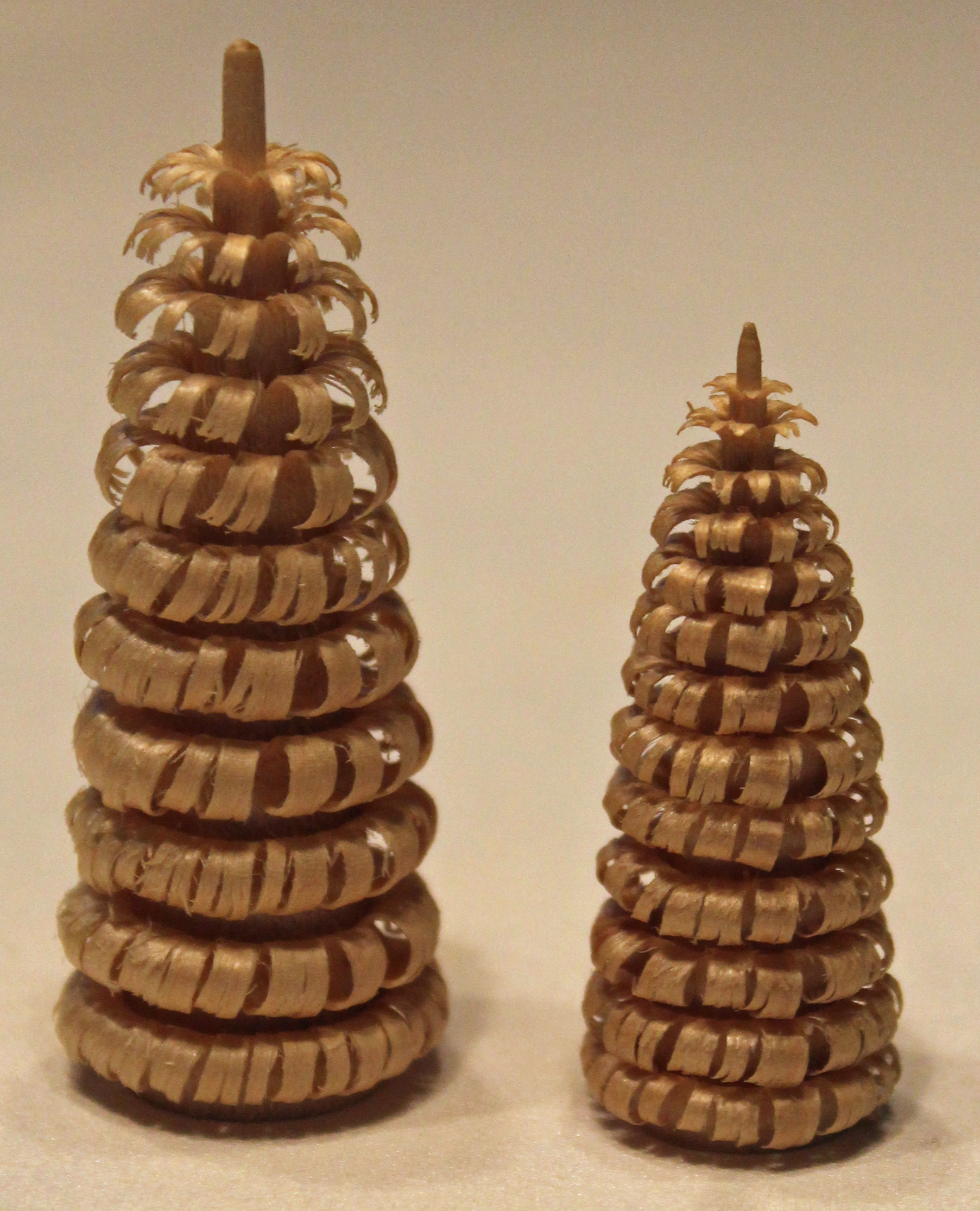
Spanbäume
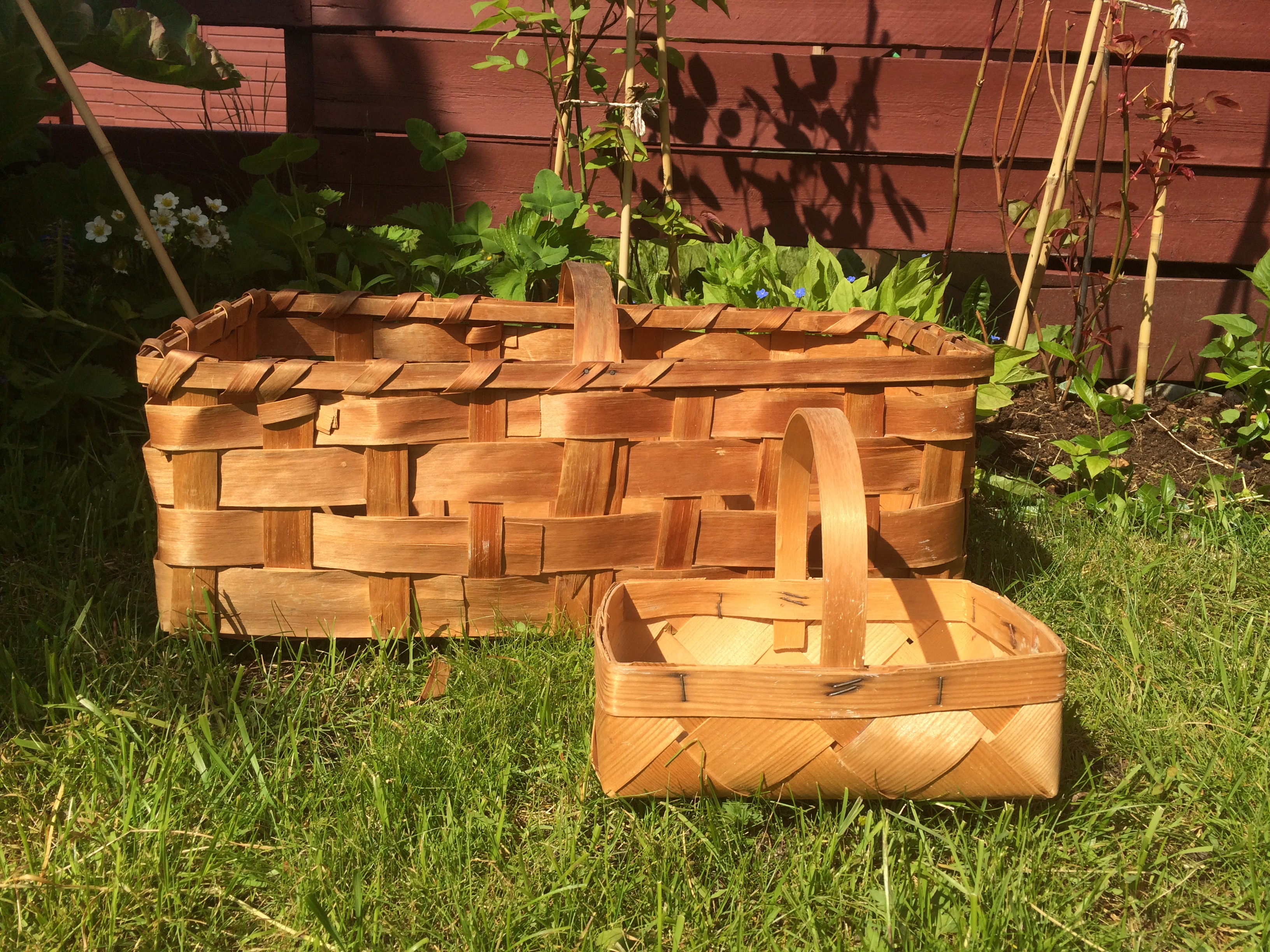
Rechteckige Spankörbe
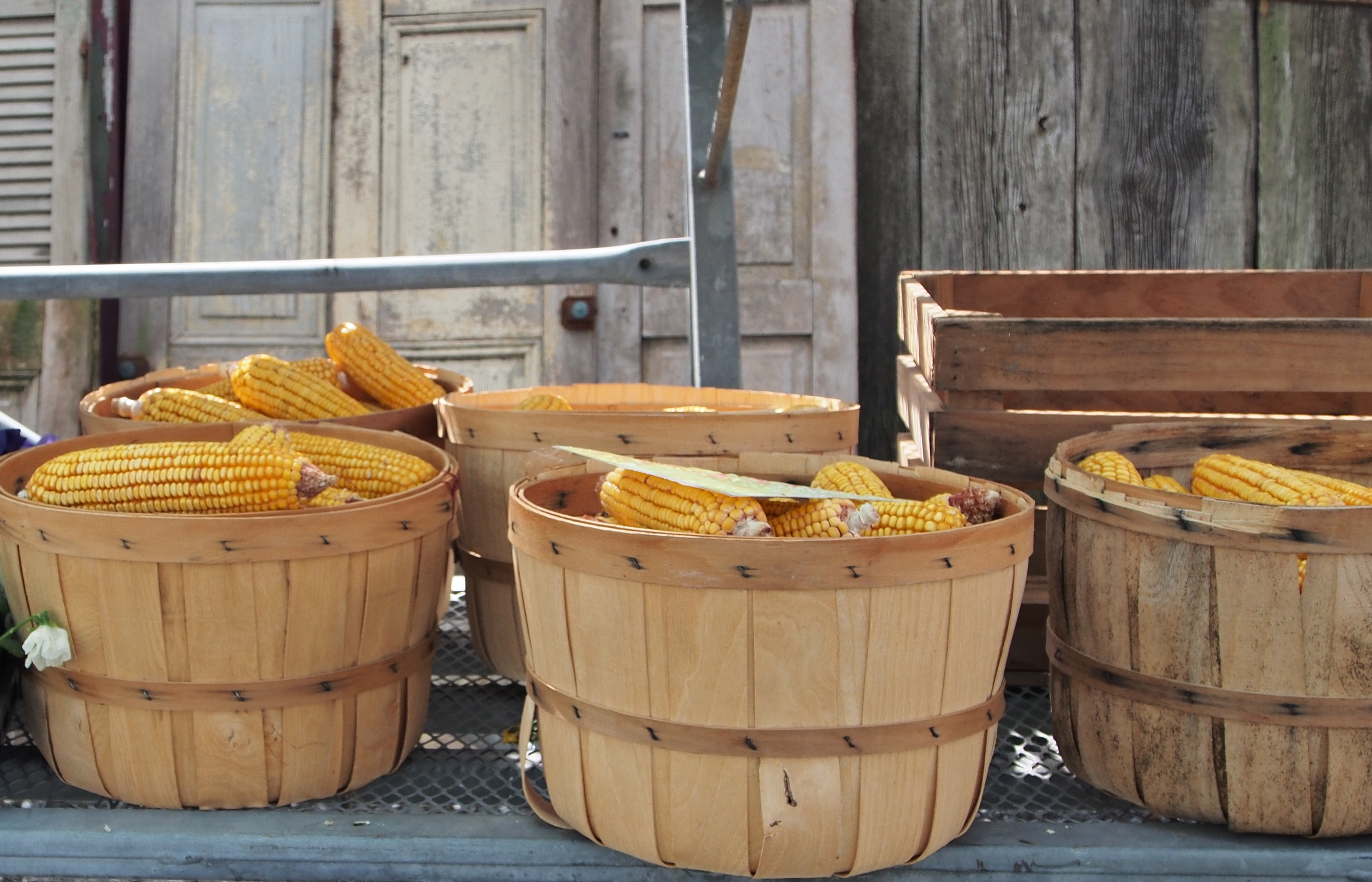
Runde Spankörbe

## Geschichte
Nachdem in vielen Dörfern ganze Häuserreihen abbrannten, wurden im 18. Jahrhundert unter Pfalzgraf Karl IV. der Verhütung eines Feuerbrandes dienende strenge Anordnungen erlassen, in denen auch das allabendliche Beseitigen von Holzspänen in den Werkstätten der Schreiner, Wagner und Bender geregelt war.